# Vríca
Vríca – duży potok górski w Karpatach Zachodnich na Słowacji. Długość 19,5 km. Przepływa przez następujące jednostki regionalizacji fizycznogeograficznej Karpat: Mała Fatra, Żar i Kotlina Turczańska.
Źródła na wysokości ok. 1100–1150 m n.p.m. na wschodnich zboczach głównego grzbietu Luczańskiej Małej Fatry, pomiędzy szczytami Kľak i Reváň. Spływa generalnie w kierunku wschodnim. Górny odcinek toku, po osadę Predvrícko (ok. 550 m n.p.m.), w granicach Małej Fatry (Dlhá dolina). Odcinek środkowy, od Predvrícka po Kláštor pod Znievom (490 m n.p.m.) - właściwa Kláštorská dolina - tworzy granicę między Małą Fatrą na północy i górami Żar na południu. Odcinek dolny przebiega równinnymi terenami Kotliny Turczańskiej. Na wysokości ok. 435 m n.p.m. Vríca  uchodzi, jako lewobrzeżny dopływ, do rzeki Turiec.
Końcowe kilkaset metrów biegu potoku, już na terenach Kotliny Turczańskiej, znajduje się w granicach rezerwatu przyrody  Kláštorské lúky, zaś samo ujście do Turca – w granicach rezerwatu przyrody Turiec.